# 化学的作用
化学的作用（かがくてきさよう、chemical function）とは、地質学において、自然科学の学問領域のうち、化学が大きく関わっている地質作用の総称である。例えば、水やマグマなどの溶液との反応や、空気や水蒸気などの気体との反応がある。